# Kavalerovo
Kavalerovo (in russo Кавале́рово?) è un insediamento di tipo urbano dell'Estremo oriente russo, situato nel Territorio del Litorale; appartiene amministrativamente al rajon Kavalerovskij, del quale è il capoluogo e il maggiore centro urbano.
Sorge nella parte sudorientale del Territorio del Litorale, sulle sponde del piccolo fiume Zerkal'naja (tributario del mare del Giappone).